# Montejo de Tiermes
Montejo de Tiermes – gmina w Hiszpanii, w prowincji Soria, w Kastylii i León, o powierzchni 167,27 km². W 2011 roku gmina liczyła 188 mieszkańców.